# Columbia XJL
Le Columbia XJL est un avion amphibie monomoteur de la moitié du XXe siècle, conçu par Grumman Aircraft et produit par Columbia Aircraft Corp. Il devait remplacer le Grumman J2F Duck mais il ne fut jamais produit en série.

## Développement

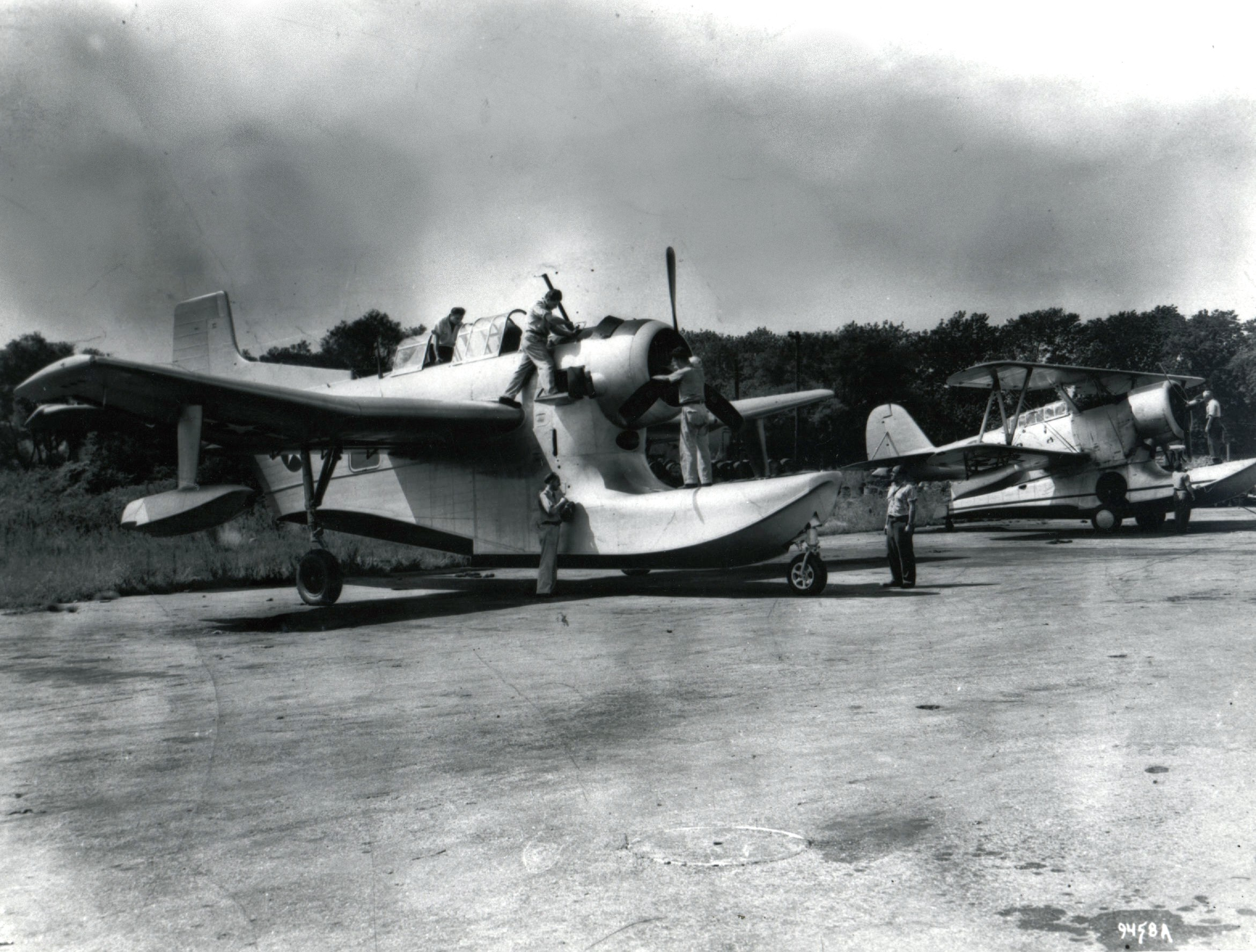
Un XJL-1 et un exemplaire de l'avion qu'il devait remplacer, le Grumman J2F Duck.

Le biplan amphibie Grumman J2F Duck servit avec succès et en nombre dans l'US Navy à partir de 1934. Columbia Aircraft Corp construisit les 330 derniers exemplaires en 1941 et 1942 en gardant la désignation J2F-6.
À la fin de la Seconde Guerre mondiale, Grumman repensa cet appareil pour en faire un avion monoplan amphibie propulsé par le Wright R-1820-56. Le développement de ce nouveau modèle fut confié à Columbia Aircraft Corporation afin de permettre à Grumman de se concentrer sur la production d'avions de chasse pour l'US Navy.
Hormis sa conception monoplan, l'appareil ressemble beaucoup au F2F Duck, et on l'appela "Duck monoplan" ("single-winged Duck"). Cependant sa conception était originale.
L'US Navy commanda trois prototypes XJL-1 à Columbia. Le premier fut utilisé pour tester sa résistance au sol. Les deux autres exemplaires, baptisés USN BuAer Nos 31399 et 31400, furent livrés en 1946 à l'US Navy pour évaluation à la Naval Air Station Patuxent River dans le Maryland.

## Service opérationnel
Les deux exemplaires testés à Patuxent River révélèrent des défauts structurels à répétition sur diverses pièces et les essais furent abandonnés le 21 septembre 1948. Les avions furent rayés de l'inventaire de l'US Navy en février 1949. Aucune autre commande ne fut faite. Les avions furent vendus comme surplus en 1959. L'exemplaire n° 31399, immatriculé N54207, est en cours de restauration au Yanks Air Museum à Chino en Californie. Après restauration, le n° 31400, immatriculé N54205, est maintenant exposé au Pima Air & Space Museum à Tucson dans l'Arizona.